# 2月8日
2月8日（にがつようか）は、グレゴリオ暦で年始から39日目にあたり、年末まであと326日（閏年では327日）ある。

## できごと
- 421年 - コンスタンティウス3世が西ローマ帝国の共同統治者であるとホノリウスから認められる[1]。
- 1238年 - モンゴルのルーシ侵攻: バトゥ率いるモンゴル帝国軍によりウラジーミルが陥落。市内では大火が発生し大公・ユーリー2世の家族は火から逃れようとして入った教会で焼死する。
- 1250年 - 第7回十字軍: マンスーラの戦いが開始[2]。
- 1347年 - 1341年から行われていた東ローマ内戦がヨハネス6世カンタクゼノスとヨハネス5世パレオロゴスの和平によって終結する。
- 1566年（永禄9年12月29日） - 松平家康が徳川姓を朝廷から許されて徳川家康と改名し、従五位下・三河守に叙任される。
- 1575年 - ライデン大学創設[3]。
- 1587年（ユリウス暦） - バビントン事件（英語版）への関与でスコットランド女王だったメアリーが死刑判決（メアリー女王の処刑）。
- 1590年 - ルイス・デ・カルバハル・イ・デ・ラ・クエバ（英語版、スペイン語版）が、妹と妹の子供たちのユダヤ教信仰を隠蔽した罪によってメキシコの異端審問で拷問を受ける。
- 1601年 - エセックス伯ロバート・デヴァルーがイングランド女王エリザベス1世に対し謀反（エセックスの乱（英語版））を起こすが、軍に包囲され、降伏[4]。
- 1622年 - ジェームズ1世がイングランド議会を解散。
- 1693年 - ウィリアム3世とメアリー2世の勅許によりアメリカ合衆国で2番目に古い大学であるウィリアム・アンド・メアリー大学が創設される[5]。
- 1726年 - ロシア帝国で最高枢密院が設置される。
- 1793年（寛政4年12月28日） - 現在の青森県大戸瀬崎の沖合13kmでM6.9〜M7.1と推定される西津軽地震（鯵ヶ沢地震）が発生。
- 1807年 - ナポレオン戦争: 前日に勃発したアイラウの戦いが終結[6]。フランス軍の辛勝。
- 1817年 - フアン・グレゴリオ・デ・ラス・ヘラス（英語版、スペイン語版）の部隊がアンデス横断（英語版）を完遂[7]。サン＝マルティンに合流しスペインからのチリの解放へ。
- 1837年 - リチャード・メンター・ジョンソンが第9代アメリカ副大統領に選出される。憲法修正第12条に基づいて上院によって選出された唯一の例。
- 1853年 - イギリスで第1次パーマストン子爵内閣（ホイッグ党・ピール派・急進派（英語版）連立政権）成立。
- 1853年 - アメリカ合衆国でオレゴン準州からの分離によりワシントン準州が成立。
- 1865年 - グレゴール・ヨハン・メンデルがメンデルの法則を発表。
- 1865年 - デラウェア州が奴隷制廃止を盛り込んだアメリカ合衆国憲法修正第13条の批准を拒否。同年12月6日に必要数の州の賛成によって修正条項が批准され合衆国内での奴隷が非合法化されたときも批准は行わなかったが、リンカーンの生誕90周年にあたる1901年2月12日に批准した。
- 1879年 - サンドフォード・フレミングが世界標準時を提案。トロントで開催された会議（Royal Canadian Institute）で、グリニッジ天文台の反対側にある子午線（今の180度）と結びつけ、標準的な時間帯を各地で使うことができると主張した。
- 1879年 - シドニー反乱（英語版）が同市のシドニー・クリケット・グラウンドで発生。第4代ハリス男爵ジョージ・ハリス（英語版）率いるイングランドのチームが攻撃される[8]。
- 1882年 - 開拓使を廃止し、函館・札幌・根室の3県と北海道事業管理局を設置。
- 1885年 - 政府が承認した最初の日本人移民がハワイに到着（ハワイにおける日本人移民を参照）。
- 1887年 - 逓信省のマークが「丁」に決定。14日に「〒」に変更。
- 1887年 - アメリカ合衆国でドーズ法が成立。
- 1904年 - 日露戦争: 旅順港（ポート・アーサー）のロシア艦隊を日本海軍駆逐艦が奇襲（旅順港海戦）。
- 1904年 - アチェ戦争: ゴットフリート・コーンラード・エルンスト・ファン・ダーレン（英語版）将軍率いるオランダ植民地軍の海軍歩兵連隊（Korps Marechaussee te voet）が、オランダ領東インド諸島の北スマトラ地域のガヨ高地、アラス高地、バタク高地の占領に乗り出し、アチェ人およびバタク人への大量虐殺を行う。
- 1910年 - ウィリアム・ディクソン・ボイスがアメリカ・ボーイスカウトを創設・法人化。
- 1915年 - ロサンゼルスで映画『國民の創生』が世界初公開[9]。
- 1919年 - 二・八独立宣言。在京の朝鮮人留学生がYMCA会館に集い独立を宣言。朝鮮での三・一独立運動の導火線となる。
- 1922年 - ソ連で秘密警察「ゲーペーウー」を設置。
- 1922年 - アメリカ合衆国大統領のウォーレン・G・ハーディングが、ホワイトハウスにラジオセットを導入。
- 1924年 - ネバダ州にてアメリカ初の毒ガスによる死刑がジー・ジョン（英語版）に対し執行される。
- 1932年 - 名古屋市中村区で首を切り取られた女の死体を発見。（首なし娘事件）
- 1937年 - スペイン内戦: 共和派が現在のカンタブリアにサンタンデール・パレンシア・プルコス県間評議会（英語版）を設置。
- 1942年 - 第二次世界大戦: シンガポールの戦いが始まる。
- 1942年 - 第二次世界大戦: オランダ植民地軍の一般破壊部隊（AVC、Algemene Vernielings Corps）は、日本軍による占領を避けるために南ボルネオのバンジャルマシンに火を放つ。
- 1945年 - 第二次世界大戦: ヴェリタブル作戦（英語版）開始。イギリスとカナダによるライン川西岸の占領作戦。
- 1945年 - 第二次世界大戦: ミハイル・デヴャタエフ（英語版）がウーゼドム島のペーネミュンデ（Peenemünde）にあるナチス強制収容所から、ハインケル He111を奪い9人のソ連人収容者と共に脱走する。
- 1946年 - 松本烝治を委員長とする憲法問題調査委員会が「憲法改正要綱」（松本試案）をGHQに提出。
- 1946年 - 「改訂標準訳聖書」の最初の部分が出版される。
- 1946年 - 朝鮮人民共和国が解体され、共産党支配の北朝鮮臨時人民委員会（Provisional People's Committee of North Korea）が設立される。
- 1948年 - 朝鮮人民軍創設。
- 1950年 - 画家の丸木位里・俊夫妻が『原爆の図』を発表。
- 1950年 - 東ドイツの国家保安省「シュタージ」が設立される[10]。
- 1951年 - 居昌事件。
- 1951年 - ジョージ・オットー・ゲイがヘンリエッタ・ラックスの病理切片を入手。後に世界初のヒト細胞株となるHeLa細胞の素となる。
- 1955年 - ソ連でゲオルギー・マレンコフ首相が辞任し、後任にニコライ・ブルガーニンが就任。
- 1955年 - パキスタンのシンド州政府がジャギルダリ制度（Jagirdari system）を廃止。得られた100万エーカーの土地が、土地を持たない農民たちに分配される。
- 1958年 - 日本劇場で、第1回日劇ウエスタンカーニバルを開催。後のアイドル時代の魁となる。
- 1958年 - 日本本土からのアメリカ地上軍の撤退が完了。
- 1960年 - イギリス女王エリザベス2世が、自分の子供の代から家名をマウントバッテン＝ウィンザー家に改めるとする勅令を発する。
- 1962年 - 米軍事援助軍司令部発足。
- 1962年 - 1961年パリ虐殺: 当時パリ警視総監であったナチスの協力者モーリス・パポンの扇動によりフランス警察が労働組合員9名を殺害（シャロンヌの虐殺）。
- 1963年 - イラクでアフマド・ハサン・アル＝バクル准将率いるバアス党将校団がクーデターを起こし政権を掌握。（ラマダーン革命）
- 1965年 - イースタン航空663便墜落事故。
- 1968年 - 公民権運動: オレンジバーグ虐殺（英語版）。
- 1969年 - 石川県金沢市上空で航空自衛隊機（F-104J ）が落雷に遭い墜落。4人が死亡、住宅14戸全焼などの被害[11]。
- 1971年 - NASDAQが証券取引を開始。
- 1971年 - ベトナム戦争: 南ベトナム軍がホーチミン・ルートの遮断を目的としてラオスに侵攻。（ラムソン719作戦）
- 1974年 - スカイラブ計画: スカイラブ4号が着陸。スカイラブ最後の乗員が地球に帰還。
- 1977年 - 神戸市東灘区住吉宮町の下水道の工事現場で爆発事故。住民や通行人を含む1人が死亡、15人が重軽傷[12]。
- 1978年 - アメリカの上院議事録が初めてラジオで放送される。
- 1981年 - カライスカキス・スタジアムの悲劇（英語版）: オリンピアコスFC対AEKアテネFCのサッカー試合終了後に発生したギリシャサッカー史上最大の悲劇で、オリンピアコスの勝利に沸いた21人がスタジアムから飛び降り死亡[13]。
- 1982年 - ホテルニュージャパン火災が起こる。死者33人・負傷者34人。
- 1983年 - イギリスの牧場に繋養されていた種牡馬シャーガーが誘拐され、行方不明となる。
- 1983年 - 大阪市営地下鉄谷町線(現:Osaka Metro谷町線)・大日駅 - 守口駅間が開業し、全通。
- 1983年 - メルボルン砂嵐（英語版）が発生。同市を砂塵が包み込む。
- 1984年 - 第14回冬季オリンピック、サラエボ大会開催。2月19日まで。
- 1986年 - ヒントン列車衝突事故。
- 1989年 - インディペンデント航空1851便墜落事故。
- 1992年 - 第16回冬季オリンピック、アルベールビル大会開催。2月23日まで。
- 1993年 - テヘラン空中衝突事故。
- 1996年 - アメリカで電気通信法（英語版）が62年ぶりに改正。この日1日のインターネットに関わる人々を撮影した写真集『サイバースペース24時（英語版）』が作られる。
- 1996年 - アメリカ議会で通信品位法が可決。
- 2002年 - 第19回冬季オリンピックソルトレークシティ大会開催。2月24日まで。
- 2005年 - タミル人の元政治家A. Chandranehruがスリランカ内戦の戦闘に巻き込まれて死亡。
- 2010年 - サランの雪崩（英語版）: アフガニスタン北部パルワン州のサラン峠で大規模な雪崩が相次いで発生し、多数の死傷者が出た[14]。
- 2013年 - 長崎市のグループホーム「ベルハウス東山手」で火災、入所者4人が死亡し8人が負傷[15]。
- 2013年 - 2013年2月北アメリカ吹雪（英語版）により数十万人規模の停電が発生。
- 2014年 - 2014年メディナのホテル火災（英語版）により15人が死亡[16]。
- 2014年 - 平成26年の大雪: 関東地方で大雪。2001年以来13年ぶりに東京都で大雪警報が発表される。
- 2024年 - 将棋の第73期ALSOK杯王将戦7番勝負第4局で、藤井聡太八冠が挑戦者の菅井竜也八段を破り、タイトルを防衛。タイトル戦20連勝になり、大山康晴十五世名人が1966年の第25期名人戦で達成した19連勝を抜き、58年ぶりに連勝記録を更新した[17]。

## 誕生日

### 人物
- 882年 - ムハンマド・ブン・トゥグジュ、イフシード朝の創始者（+ 946年）
- 1284年 - エドアルド・ディ・サヴォイア、サヴォイア伯（+ 1329年）
- 1291年 - アフォンソ4世、ポルトガル王（+ 1357年）
- 1591年 - グエルチーノ、画家（+ 1666年）
- 1622年 （元和7年12月28日） - 丹羽光重、第2代白河藩主 （+ 1701年）
- 1700年 - ダニエル・ベルヌーイ、数学者、物理学者（+ 1782年）
- 1720年 （享保5年1月1日） - 桜町天皇、第115代天皇（+ 1750年）
- 1754年 （宝暦5年1月17日） - 松前道広、第8代松前藩主 （+ 1832年）
- 1792年 - カロリーネ・アウグステ・フォン・バイエルン、オーストリア皇帝フランツ1世の妃（+ 1873年）
- 1810年 - エリファス・レヴィ、魔術理論家（+ 1875年）
- 1819年 - ジョン・ラスキン、思想家（+ 1900年）
- 1820年 - ウィリアム・シャーマン、軍人（+ 1891年）
- 1825年 - ヘンリー・ウォルター・ベイツ、博物学者、昆虫学者（+ 1892年）
- 1828年 - ジュール・ヴェルヌ、SF作家（+ 1905年）
- 1834年 - ドミトリ・メンデレーエフ、化学者（+ 1907年）
- 1845年 - フランシス・イシドロ・エッジワース、経済学者（+ 1926年）
- 1851年 （嘉永4年1月8日） - 岩崎弥之助、実業家、三菱財閥2代目総帥（+ 1908年）
- 1851年 - ケイト・ショパン、小説家（+ 1904年）
- 1855年 - 熊野敏三、官僚（+ 1899年）
- 1864年 （文久4年1月1日） - 川上音二郎、俳優、興行師（+ 1911年）
- 1868年 - 第2代ロスチャイルド男爵ウォルター・ロスチャイルド、動物学者（+ 1937年）
- 1876年 - パウラ・モーダーゾーン＝ベッカー、画家（+ 1907年）
- 1878年 - マルティン・ブーバー、宗教哲学者（+ 1965年）
- 1880年 - フランツ・マルク、画家（+ 1916年）
- 1883年 - 清水比庵、歌人、書家（+ 1975年）
- 1883年 - 及川古志郎、海軍軍人（+ 1958年）
- 1883年 - ヨーゼフ・シュンペーター、経済学者（+ 1950年）
- 1887年 - 鳥養利三郎、電気工学者（+ 1976年）
- 1889年 - ジークフリート・クラカウアー、ジャーナリスト、社会学者（+ 1966年）
- 1890年 - 清沢洌、ジャーナリスト（+ 1945年）
- 1894年 - キング・ヴィダー、映画監督（+ 1982年）
- 1894年 - 蔦清小松朝じ、芸妓（+ 1996年）
- 1895年 - 野田武夫、政治家（+ 1972年）
- 1895年 - ホルローギーン・チョイバルサン、革命家、政治家 (+ 1952年)
- 1898年 - 塚本善隆、仏教学者（+ 1980年）
- 1903年 - トゥンク・アブドゥル・ラーマン、初代マレーシア首相（+ 1990年）
- 1904年 - 大山健二、俳優（+ 1970年）
- 1904年 - デムチュクドンロブ、モンゴル独立運動指導者（+ 1966年）
- 1906年 - 野長瀬正夫、詩人、児童文学者（+ 1984年）
- 1912年 - ホルスト・アデマイト、ドイツ空軍のエース・パイロット（+ 1944年）
- 1912年 - ニキタ・マガロフ、ピアニスト（+ 1992年）
- 1914年 - 金丸三郎、官僚、政治家、元鹿児島県知事（+ 2007年）
- 1914年 - 浅岡三郎、元プロ野球選手（没年不詳）
- 1914年 - 桜井正三、元プロ野球選手（没年不詳）
- 1915年 - 村本周三、経営者、元第一勧業銀行頭取（+ 2011年）
- 1917年 - 丘灯至夫、作詞家（+ 2009年）
- 1918年 - フレッド・ブラッシー、プロレスラー（+ 2003年）
- 1920年 - 宮崎仁郎、プロ野球選手（+ 2001年）
- 1920年 - ボブ・バーマー、計算機科学者（+ 2004年）
- 1921年 - ラナ・ターナー、女優（+ 1995年）
- 1921年 - 吉水幸夫、元プロ野球選手
- 1922年 - 渡辺誠太郎、プロ野球選手（+ 2013年）
- 1924年 - 久米明、俳優、声優 （+ 2020年）
- 1924年 - 稲田悦子、フィギュアスケート選手、コーチ（+ 2003年）
- 1924年 - 荒木健治、元プロ野球選手
- 1925年 - ジャック・レモン、俳優（+ 2001年）
- 1926年 - ニール・キャサディ、文学者（+ 1968年）
- 1927年 - 坂根義久、歴史学者（+ 1984年）
- 1927年 - クロード・ワイズバッシュ、画家（+ 2014年）
- 1928年 - 大江志乃夫、歴史学者（+ 2009年）
- 1928年 - オシアン・エリス、ハープ奏者、作曲家（+ 2021年）
- 1930年 - 関千恵子、女優
- 1930年 - バルバラ・ヘッセ＝ブコフスカ、ピアニスト（+ 2013年）
- 1931年 - 田村保、俳優
- 1931年 - ジェームズ・ディーン、俳優（+ 1955年）
- 1932年 - ジョン・ウィリアムズ、作曲家
- 1932年 - 佐藤信二、政治家、第59代通商産業大臣、第60代運輸大臣（+ 2016年）
- 1933年 - 香西洋樹、天文学者
- 1933年 - エリー・アーメリング、ソプラノ歌手
- 1935年 - 熱田良一、元プロ野球選手
- 1936年 - 西田善夫、スポーツ評論家、アナウンサー（+ 2016年）
- 1936年 - 野村明雄、実業家
- 1937年 - ばってん荒川、ローカルタレント（+ 2006年）
- 1938年 - 麻生千晶、作家
- 1940年 - 桂玲子、声優
- 1940年 - ボフダン・パチンスキ、天文学者（+ 2007年）
- 1941年 - ニック・ノルティ、俳優
- 1941年 - 笹山登生、政治家
- 1944年 - 山本寛斎、ファッションデザイナー（+ 2020年）
- 1944年 - 柴田勲、元プロ野球選手
- 1944年 - 船戸与一、小説家（+ 2015年）
- 1945年 - ギ・オーフレイ、柔道家 （+ 2021年）
- 1946年 - 中村浩美、ジャーナリスト
- 1948年 - 浅野史郎、慶應義塾大学教授、政治家
- 1949年 - 川村秀三郎、政治家、農水官僚
- 1949年 - スコット・アレン、フィギュアスケート選手
- 1949年 - ピエール・アモイヤル、ヴァイオリニスト
- 1950年 - 蟹瀬誠一、ジャーナリスト
- 1950年 - 6代目三遊亭円楽、落語家（+ 2022年）
- 1951年 - 本田博太郎、俳優
- 1952年 - 市川勇、俳優
- 1952年 - 郷里大輔、声優（+ 2010年）
- 1952年 - 土屋敬之、政治家
- 1952年 - ノラ・ミャオ、女優
- 1953年 - かなぶんや、ディスクジョッキー
- 1953年 - メアリー・スティーンバージェン、女優
- 1953年 - 笠原敦郎、元プロ野球選手
- 1954年 - 広井王子、マルチクリエイター、演出家、大学教授
- 1955年 - 廣川集一、アニメ監督（+ 2012年）
- 1955年 - ジョン・グリシャム、小説家
- 1957年 - 岩館真理子、漫画家
- 1957年 - 土井善晴、料理研究家
- 1957年 - 黒川弘務、東京高等検察庁検事長
- 1959年 - 山田詠美、作家
- 1960年 - アルフレート・グーゼンバウアー、政治家、オーストリア首相
- 1960年 - 知吹愛弓、アニメ監督
- 1960年 - 明智抄、漫画家、小説家
- 1960年 - 伊藤博文、将棋棋士
- 1960年 - 林敏之、元ラグビー選手
- 1961年 - ヴィンス・ニール、ミュージシャン
- 1961年 - 天沼俊、漫画家
- 1963年 - 松永英機、元サッカー選手、監督
- 1963年 - 清水大輔、元アナウンサー
- 1963年 - 小中和哉、映画監督
- 1964年 - KO-ICHIRO、キーボーディスト（Skoop On Somebody）
- 1964年 - 東板前二、漫画原作者、漫画脚本家
- 1964年 - 大島一博、厚生労働官僚
- 1965年 - 佐川光晴、小説家
- 1966年 - フリスト・ストイチコフ、サッカー選手、指導者
- 1966年 - 内田雄一郎、ミュージシャン（筋肉少女帯）
- 1967年 - 中野純子、漫画家（+ 2012年）
- 1967年 - 石川雄規、プロレスラー
- 1968年 - ゲーリー・コールマン、俳優（+ 2010年）
- 1969年 - 賀谷英司、サッカー選手
- 1969年 - 鹿原徳夫、元アナウンサー
- 1969年 - いがらし寒月、漫画家（CLAMP）
- 1969年 - 三本美治、漫画家
- 1969年 - 川上未遊、女優、声優
- 1970年 - アロンゾ・モーニング、バスケットボール選手
- 1971年 - 藤村直己、アナウンサー
- 1972年 - 江田照男、騎手
- 1972年 - 望月理恵、フリーアナウンサー、キャスター
- 1972年 - 土田大、声優
- 1972年 - 鳥越さやか、タレント、シャンソン歌手
- 1972年 - ビッグ・ショー、プロレスラー
- 1973年 - 蔵本雅由、元野球選手
- 1973年 - 川島得愛、声優
- 1973年 - 白鳥修馬、声優
- 1974年 - ウリセス・デ・ラ・クルス、サッカー選手
- 1974年 - セス・グリーン、俳優
- 1974年 - ギ＝マニュエル・ド・オメン＝クリスト、ミュージシャン（ダフト・パンク）
- 1975年 - セバスチャン・フィリップ、レーシングドライバー
- 1975年 - 村瀬ひとみ、アナウンサー
- 1975年 - トニー・マウンス、元プロ野球選手
- 1976年 - 山口隆、ミュージシャン（サンボマスター）
- 1976年 - 赤岩善生、競艇選手
- 1976年 - 井上マー、お笑いタレント
- 1976年 - サブロクそうすけ、お笑いタレント、元プロ野球選手（元360°モンキーズ）
- 1976年 - 田中卓志、お笑いタレント（アンガールズ）
- 1977年 - JHETT a.k.a.YAKKO、音楽プロデューサー、DJ
- 1977年 - 小谷亜希子、モデル、タレント
- 1977年 - 佐藤亜樹、アナウンサー
- 1977年 - 髙塚恵理子、女優
- 1977年 - 油谷繁、陸上競技選手
- 1977年 - 鈴木央、漫画家
- 1977年 - ロマン・コストマロフ、フィギュアスケート選手
- 1977年 - 横山裕二、漫画家
- 1978年 - 古瀬絵理、フリーアナウンサー
- 1978年 - 小野洋一郎、漫画家
- 1978年 - 森下ひさえ、女優
- 1980年 - イアン・モラム、フィギュアスケート選手
- 1980年 - エドワード・バルデス、元プロ野球選手
- 1981年 - 木部ショータ、声優
- 1982年 - 高岡奏輔、俳優
- 1983年 - 國分優香里、声優
- 1983年 - 寺川奈津美、気象予報士
- 1983年 - 篠宮暁、お笑いタレント（元オジンオズボーン）
- 1984年 - 平井沙知、タレント
- 1984年 - せんむ、イラストレーター
- 1985年 - 松下奈緒、女優、ピアニスト
- 1985年 - 梅沢和木、現代美術家
- 1986年 - マット・ブッシュ、プロ野球選手
- 1986年 - アンダーソン・パーク、ミュージシャン
- 1987年 - カロリーナ・コストナー、フィギュアスケート選手
- 1987年 - カトリン・フロイデルスペルガー、フィギュアスケート選手
- 1988年 - 福井優也、プロ野球選手
- 1988年 - 佐々木希、女優、ファッションモデル
- 1988年 - マチュー・ウィルソン、フィギュアスケート選手
- 1989年 - 柴田健斗、元プロ野球選手
- 1990年 - 林翔太、アイドル（ジュニア）
- 1990年 - ヤシン・ブラヒミ、サッカー選手
- 1990年 - ブルーノ・マルティンス・インディ、サッカー選手
- 1991年 - 笹木かおり、女優、タレント
- 1992年 - 松友美佐紀、バドミントン選手
- 1992年 - クセニヤ・モンコ、フィギュアスケート選手
- 1993年 - 青木瀬令奈、プロゴルファー
- 1993年 - 斉藤奈々、女優
- 1993年 - 水野絵梨奈、女優、元ダンサー（元Flower、元E-girls）
- 1994年 - 松田遼馬、元プロ野球選手
- 1994年 - 高山一実、タレント、アイドル（元乃木坂46）
- 1994年 - 大平峻也、俳優、歌手
- 1994年 - 木村慎、陸上選手
- 1995年 - 吉川尚輝、プロ野球選手
- 1995年 - 髙橋健太郎、バレーボール選手
- 1996年 - 藤原丈一郎、アイドル（なにわ男子）
- 1997年 - キャスリン・ニュートン、女優
- 1997年 - 良音なずな、AV女優
- 1998年 - 花井美春、声優
- 1998年 - 八村塁、プロバスケットボール選手
- 1999年 - 十味、モデル、踊り手
- 1999年 - 中山晶量、プロ野球選手
- 2000年 - 平野叶翔、ラグビーユニオン選手
- 2001年 - I.N、アイドル（Stray Kids）
- 2003年 - 熊谷真里、ファッションモデル
- 2003年 - 中村優斗、プロ野球選手
- 2005年 - 米倉れいあ、アイドル（HUNNY BEE）
- 2005年 - 沢田京海、Tiktoker
- 2009年 - 清水空跳、陸上競技選手
- 生年不詳 - shinji、ミュージシャン（シド）
- 生年不詳 - micco、ミュージシャン（marble）
- 生年不詳 - タケパン、ゲームクリエイター
- 生年不詳 - 志崎樺音、声優、ミュージシャン
- 生年不詳 - 白川紺子、小説家
- 生年不詳 - 桐原いづみ、漫画家
- 生年不詳 - 中原杏、漫画家
- 生年不詳 - 原田梨花、漫画家

### 人物以外（動物など）
- 1991年 - ビコーペガサス、競走馬、種牡馬（+ 2019年）

## 忌日

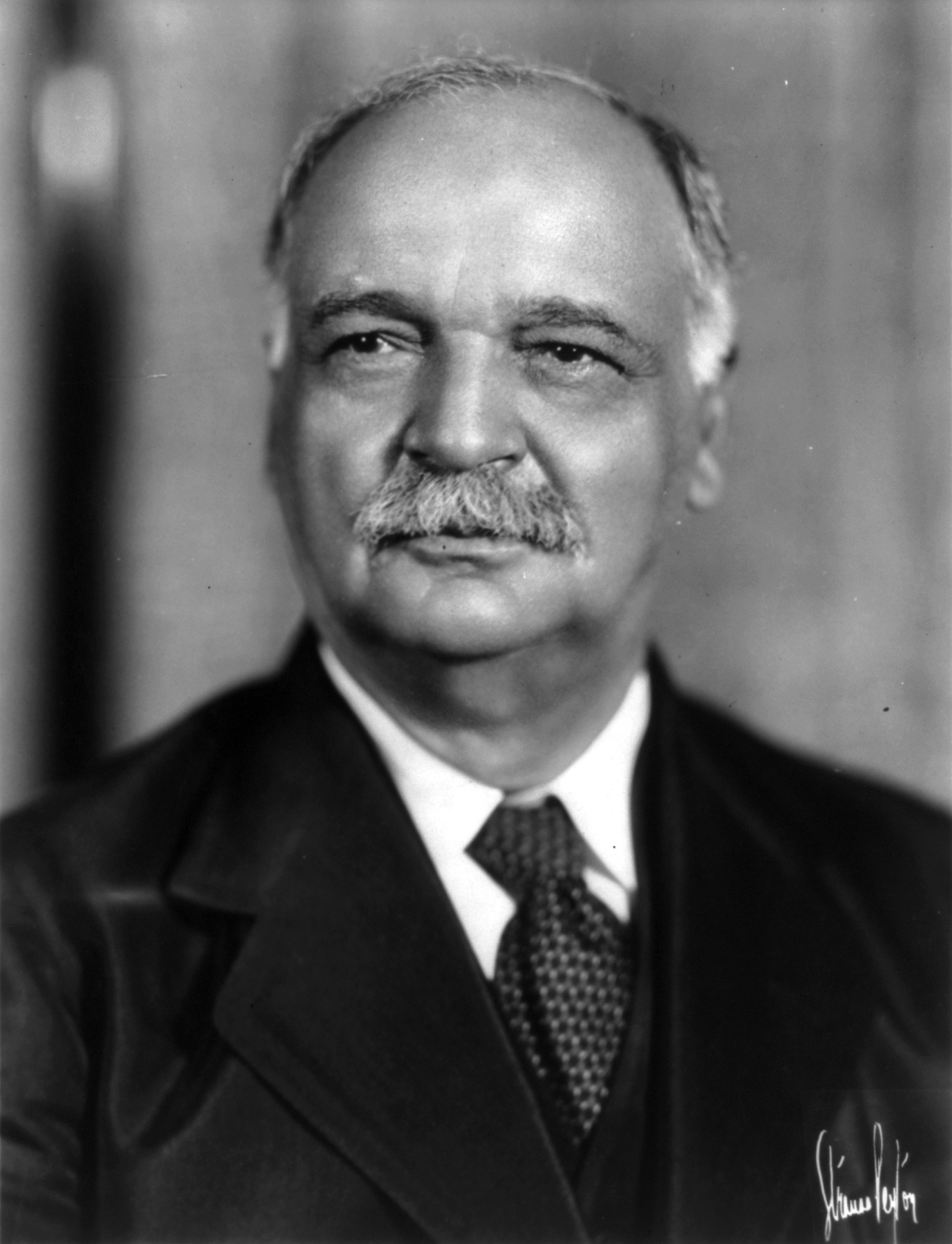
第31代アメリカ合衆国副大統領、チャールズ・カーティス(186-1936)没。

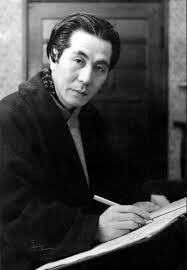
作曲家、伊福部昭(1914-2006)没。代表曲に「ゴジラのテーマ」など。

- 881年（元慶5年1月6日） - 慧子内親王、皇族
- 1202年（建仁2年1月14日） - 源義重、武将（* 1114年）
- 1204年 - アレクシオス4世アンゲロス、東ローマ皇帝（* 1182年）
- 1265年 - フレグ、イルハン朝創始者（* 1218年）
- 1296年 - プシェミスウ2世、ポーランド王（* 1257年）
- 1676年 - アレクセイ、モスクワ大公（* 1629年）
- 1696年 - イヴァン5世、モスクワ大公（* 1666年）
- 1709年 - ジュゼッペ・トレッリ、作曲家（* 1658年）
- 1725年 - ピョートル1世、ロシア帝国のツァーリ（* 1671年）
- 1766年（明和2年12月29日） - 関思恭、書家（* 1697年）
- 1772年 - オーガスタ・オブ・サクス＝ゴータ、イギリス王太子フレデリック・ルイスの妃（* 1719年）
- 1813年 （文化10年1月8日）- 鷹司輔平、江戸時代中期の公卿（* 1739年）
- 1849年 - フランソワ・アントワーヌ・アブネック、指揮者（* 1781年）
- 1849年 - フランツェ・プレシェーレン、詩人（* 1800年）
- 1856年 - アゴスティーノ・バッシー、昆虫学者（* 1773年）
- 1874年 - ダーフィト・シュトラウス、哲学者（* 1807年）
- 1887年 - ジム・カートライト、西部開拓時代のガンマン、アウトロー（* 1848年）
- 1891年 - チャールズ・ワーグマン、画家、漫画家（* 1832年）
- 1905年 - 2代目松林伯圓、講談師（* 1834年）
- 1912年 - 松平勝成、第13・15代伊予松山藩主（* 1832年）
- 1915年 - 長塚節、歌人、小説家（* 1879年）
- 1918年 - ルイ・ルノー、法学者（* 1843年）
- 1921年 - ピョートル・クロポトキン、革命家（* 1842年）
- 1922年 - 橘家圓蔵 (4代目)、落語家（* 1864年）
- 1922年 - 樺山資紀、薩摩藩士、政治家（* 1837年）
- 1923年 - 大谷光瑩、東本願寺第22代法主（* 1852年）
- 1926年 - ウィリアム・ベイトソン、遺伝学者（* 1861年）
- 1929年 - マリア・クリスティナ、スペイン王アルフォンソ12世の妃（* 1858年）
- 1929年 - エドウィン・デンビ、第42代アメリカ合衆国海軍長官（* 1870年）
- 1935年 - マックス・リーバーマン、画家（* 1847年）
- 1936年 - チャールズ・カーティス、第31代アメリカ合衆国副大統領（* 1860年）
- 1943年 - ダン・ケイシー、プロ野球選手（* 1862年）
- 1947年 - ジュゼッピーナ・バキタ、カトリック教会の聖人（* 1869年）
- 1948年 - フランク・クラウス、プロボクサー（* 1887年）
- 1951年 - ハリー・エイブレス、元プロ野球選手（* 1883年）
- 1954年 - 石射猪太郎、外交官（* 1887年）
- 1955年 - 柳家権太楼 (初代)、落語家（* 1897年）
- 1956年 - コニー・マック、元プロ野球選手、監督（* 1862年）
- 1957年 - ワルサー・ボーテ、物理学者（* 1891年）
- 1957年 - ジョン・フォン・ノイマン、数学者（* 1903年）
- 1960年 - 淵上白陽、写真家（* 1889年）
- 1960年 - ジョン・L・オースティン、哲学者（* 1911年）
- 1964年 - エルンスト・クレッチマー、精神医学者（* 1888年）
- 1965年 - 波江悌夫、建築家（* 1885年）
- 1965年 - 三浦義男、政治家（* 1895年）
- 1965年 - レイ・ブラウン、野球選手（* 1908年）
- 1975年 - ロバート・ロビンソン、化学者（* 1886年）
- 1975年 - ヤン・ムカジョフスキー、美学者、文学者、言語学者（* 1891年）
- 1977年 - エイヴィン・グローヴェン、作曲家（* 1901年）
- 1979年 - 梅若六郎 (55世)、能楽師（* 1907年）
- 1983年 - アルフレッド・ウォーレンスタイン、指揮者（* 1898年）
- 1984年 - フィリップ・アリエス、歴史家（* 1914年）
- 1985年 - ウィリアム・ライオンズ、ジャガー創業者（* 1901年）
- 1986年 - 石塚友二、俳人、小説家（* 1906年）
- 1989年 - 坂本茂、元プロ野球選手（* 1921年）
- 1990年 - ジョルジュ・デ・メストラル、電子工学者（* 1907年）
- 1990年 - デル・シャノン、歌手、シンガーソングライター（* 1934年）
- 1994年 - 安西均、詩人（* 1919年）
- 1996年 - 李升基、化学者、ビニロンの共同開発者（* 1905年）
- 1998年 - ハルドル・ラクスネス、作家（* 1902年）
- 1998年 - 渋沢孝輔、詩人（* 1930年）
- 1999年 - アイリス・マードック、思想家、小説家、詩人（* 1919年）
- 1999年 - みず谷なおき、漫画家（* 1960年）
- 2001年 - 和田香苗、作曲家、編曲家、ギタリスト（* 1932年）
- 2002年 - 上林繁次郎、元プロ野球選手、政治家（* 1917年）
- 2005年 - 千早正隆、海軍軍人、戦史作家（* 1910年）
- 2005年 - ジミー・スミス、ジャズオルガニスト（* 1925年）
- 2005年 - 大出晁、哲学者、慶應義塾大学名誉教授、創価大学名誉教授（* 1926年）
- 2005年 - 円谷文彦、声優（* 1942年）
- 2005年 - ガストン・ライエ、モトクロス選手（* 1947年）
- 2006年 - 伊福部昭、作曲家（* 1914年）
- 2006年 - 古城武司、漫画家（* 1938年）
- 2006年 - エルトン・ディーン、 ジャズサクソフォーン奏者（* 1945年）
- 2006年 - 千葉晴久、アルペンスキー選手（* 1951年）
- 2007年 - アンナ・ニコル・スミス、モデル、女優（* 1967年）
- 2008年 - フィリス・A・ホイットニー、推理作家（* 1903年）
- 2009年 - 岡村孝雄、元プロ野球選手（* 1919年）
- 2010年 - 雨宮淳、彫刻家（* 1937年)
- 2010年 - 立松和平、作家（* 1947年）
- 2011年 - 三原淳雄、経済評論家（* 1937年）
- 2012年 - 宮崎角治、政治家（* 1928年）
- 2013年 - 江副浩正、実業家、リクルート創業者（* 1936年）
- 2013年 - ジェームズ・デプリースト、指揮者（* 1936年）
- 2014年 - フィリップ・マユ、サッカー選手（* 1956年）
- 2014年 - マイコン・ペレイラ・デ・オリベイラ、サッカー選手（* 1988年）
- 2015年 - 江坂輝弥、考古学者、慶應義塾大学名誉教授（* 1919年）
- 2015年 - 上田格、実業家、元鹿児島銀行頭取（* 1921年）
- 2015年 - 榮久庵憲司、工業デザイナー（* 1929年）
- 2016年 - ヴィオレット・ヴェルディ、バレエダンサー（* 1933年）
- 2016年 - 松原正樹、ギタリスト、音楽プロデューサー（* 1954年）
- 2017年 - 金子才十郎、実業家、元カネコ種苗社長（* 1926年）
- 2017年 - 土屋嘉男、俳優（* 1927年）
- 2017年 - ピーター・マンスフィールド、物理学者、王立協会会員、2003年ノーベル生理学・医学賞受賞者（* 1933年）
- 2017年 - 内田啓一、美術史家（* 1960年）
- 2017年 - 松野莉奈、女優、アイドル（私立恵比寿中学）（* 1998年）
- 2018年 - 大内恒夫、裁判官、元最高裁判所判事（* 1922年）
- 2018年 - 延藤安弘、建築家、都市計画家、教育者、地域活動家（* 1940年）
- 2018年 - 新田万紀子、声優（* 1961年）
- 2019年 - ウォルター・ムンク、海洋物理学者（* 1917年）
- 2019年 - 松田妙子、実業家、社会事業家、テレビ（* 1927年）
- 2019年 - ロバート・ライマン、画家、ミニマリズム美術家（* 1930年）
- 2019年 - トミー・ウンゲラー、児童文学作家、イラストレーター（* 1931年）
- 2019年 - 堺屋太一、小説家、評論家、通産官僚、経済企画庁長官（* 1935年）
- 2019年 - 安井侑子、ロシア文学者、翻訳家、神戸市外国語大学名誉教授（* 1938年）
- 2020年 - 李海瑗、旧李氏朝鮮王族（* 1919年）
- 2020年 - 小林直樹、憲法学者、東京大学名誉教授（* 1921年）
- 2020年 - 川本崇雄、言語学者、上越教育大学名誉教授、創価大学名誉教授（* 1925年）
- 2020年 - 佐藤一郎、中国文学者、慶應義塾大学名誉教授（* 1928年）
- 2020年 - ロバート・コンラッド、俳優（* 1935年）
- 2020年 - 木村操、元官僚、元名古屋鉄道社長（* 1937年）
- 2020年 - 軽部征夫、生物工学者、元東京工科大学長、東京大学名誉教授（* 1942年）
- 2020年 - ポーラ・ケリー、俳優、歌手、ダンサー、振付師（* 1942年）
- 2020年 - 岩熊博之、実業家、元東京証券取引所社長、元平和不動産社長（* 1952年）
- 2021年 - スタンリー・パリス、プロ野球選手（* 1930年）
- 2021年 - ジャン＝クロード・カリエール、作家、脚本家、俳優（* 1931年）
- 2021年 - 児玉仁士、英語学者、フリジア語学者、獨協大学名誉教授（* 1931年）
- 2021年 - 安念山治、元大相撲関取、年寄6代立浪（* 1934年）
- 2021年 - 森山周一郎、俳優、声優（* 1934年）
- 2021年 - 熊谷眞一、実業家、シベール創業者（* 1941年）
- 2021年 - マーティ・ショッテンハイマー、アメリカンフットボール選手、指導者（* 1943年）
- 2022年 - リュック・モンタニエ、ウイルス学者、HIV発見者、ノーベル生理学・医学賞受賞者（* 1932年）
- 2022年 - 上田敏也、声優（* 1933年）
- 2022年 - 渡辺允、元外交官、第21代侍従長（* 1936年）
- 2022年 - ゲルハルト・ロート、作家（* 1942年）
- 2022年 - ダビド・ルドマン、柔道選手（* 1943年）
- 2022年 - ゲッツ・ヴェルナー、実業家、dm-ドロゲリエ・マルクト創業者（* 1944年）
- 2022年 - 井上裕正、東洋史学者、奈良女子大学名誉教授（* 1948年）
- 2023年 - バート・バカラック、音楽家、音楽プロデューサー、指揮者（* 1928年）
- 2023年 - イワン・シラーエフ、政治家、第19代ロシア共和国閣僚会議議長（* 1930年）
- 2023年 - ミロスラヴ・ブラジェヴィッチ、元サッカー選手、指導者（* 1935年）
- 2023年 - 田勢康弘、政治ジャーナリスト（* 1944年）
- 2023年 - イーゴリ・マングシェフ、政治活動家、傭兵（* 1986年）
- 2023年 - コーディー・ロンゴ、俳優（* 1988年）
- 2024年 - 手束正昭、牧師、神学者（* 1944年）
- 2024年 - 石原凡、声優（* 1955年）
- 2024年 - 窪田充見、民法学者（* 1960年）
- 2025年 - 福島重雄、弁護士、裁判官（* 1930年）
- 2025年 - 袴田英利、元プロ野球選手（* 1955年）

## 記念日・年中行事
- プレシェーレンの日（ スロベニア）
スロベニアの詩人、フランツェ・プレシェーレンの1849年の忌日。
- 事八日/御事始め・御事納め（ 日本）
2月8日と12月8日に行われる年中行事のこと。農事を中心に考え、2月8日を御事始め12月8日を御事納めと呼地域と、正月を中心に考え、12月8日を御事始め、2月8日を御事納めと呼ぶ地域がある[18][19]。
- 針供養（ 日本）
折れた針を豆腐やこんにゃくに刺して供養し、裁縫の上達を願う行事。12月8日に行う地方もある[18][20][19][21]。
- 郵便マークの日（ 日本）
1887年（明治20年）、逓信省のマーク「テイ」に合わせて甲乙丙丁の「丁」に決定した。しかし、万国共通の郵便料金不足の記号「T」と紛らわしいことが判明し、後に「テイシンチョウ」の「テ」を図案化した「〒」に定められた[19]。
- ロカビリーの日（ 日本）
1958年2月8日に、ロカビリーブームの火つけ役となった日劇ウエスタンカーニバルが開催されたことに由来する[20][22]。
- にわとりの日（ 日本）
２と８で、にわとりの「に（２）わ（８）」と読む語呂合わせから。一般財団法人日本記念日協会から認定。
- 山形市ラーメンの日（ 日本）
2023年12月12日、山形ラーメン「山ラー」の魅力等を発信することを目的に発足した「『ラーメンの聖地、山形市』を創る協議会」が、中華そばの１世帯あたり年間支出額トップを２年ぶりに奪還した2月8日を「山形市ラーメンの日」と決定[23]。なお、2023年に初めて開かれた「日本ご当地ラーメン総選挙」で優勝した酒田市も、10月9日をラーメンの日としている[24]。